# Altikon
Altikon est une commune suisse du canton de Zurich.

Photo aérienne prise à 400 m par Walter Mittelholzer (1923).